# As I Lay Dying
As I Lay Dying är ett  metalcoreband som grundades i San Diego, Kalifornien under 2000. Bandet har släppt åtta studioalbum, varav det senaste, Through Storms Ahead, år 2024. Bandnamnet är en referens till boken med samma namn av William Faulkner.
Gruppen har haft ett ansenligt antal medlemmar som kommit och gått genom åren. För närvarande (2025) återstår endast sångaren och originalmedlemmen Tim Lambesis.

## Historia
Bandet bildades av sångaren Tim Lambesis efter att han lämnat Society’s Finest där han hade spelat gitarr. Bandet var först en trio med Evan White på gitarr och Jordan Mancino som trummis. Deras första album Beneath the Encasing of Ashes släpptes i juni 2001. Året efter gav bandet ut ett split-album med American Tragedy. Ett år senare släpptes albumet Frail Words Collapse och bandet gav sig ut på turné med band som Himsa, Chimaira och Soilwork. I juli 2003 uppträdde man på Hellfest tillsammans med The Dillinger Escape Plan. Under våren nästa år turnerade man tillsammans med Every Time I Die, The Black Dahlia Murder, Killswitch Engage och In Flames.
Med albumet Shadows Are Security tog sig As I Lay Dying för första gången in på Billboard-listan, på plats 35. Cirka 275 000 skivor såldes. Sin bästa Billboardplacering uppnådde bandet med sitt fjärde album, An Ocean Between Us, som tog sig in på åttonde plats.

## Stämpling till mord
Den 7 maj 2013 greps sångaren Tim Lambesis av polis i San Diego. Enligt uppgift ska han ha försökt anlita en lönnmördare för att döda sin exfru. I maj 2014 dömdes han till 6 års fängelse. Under tiden han avtjänade straffet bildade de övriga medlemmarna i As I Lay Dying bandet Wovenwar tillsammans med sångaren Shane Blay från bandet Oh, Sleeper. Lambesis blev villkorligt frigiven i december 2016.

## Medlemmar
Nuvarande medlemmar
- Tim Lambesis – sång  (2000–2014, 2017– )

Tidigare medlemmar
- Jeremy Rojas – gitarr (2001)
- Noah Chase – basgitarr (2001)
- Tommy Garcia – gitarr, basgitarr, bakgrundssång (2001–2002)
- Brandon Hays – basgitarr, gitarr (2002–2003)
- Jasun Krebs – gitarr (2002–2003; död 2024)
- Aaron Kennedy – basgitarr (2003)
- Evan White – gitarr, basgitarr (2001–2003)
- Phil Sgrosso – gitarr, bakgrundssång (2003–2014, 2018–2024)
- Clint Norris – basgitarr, sång (2003–2006)
- Nick Hipa – gitarr, bakgrundssång (2003–2014, 2018–2020)
- Josh Gilbert – basgitarr, sång (2006–2014, 2018–2022)
- Jordan Mancino – trummor (2000–2014, 2018–2022)
- Ryan Neff – basgitarr, sång (2022–2024)
- Ken Susi – gitarr, bakgrundssång (2022–2024)
- Nick Pierce – trummor (2022–2024)

Klassisk line-up

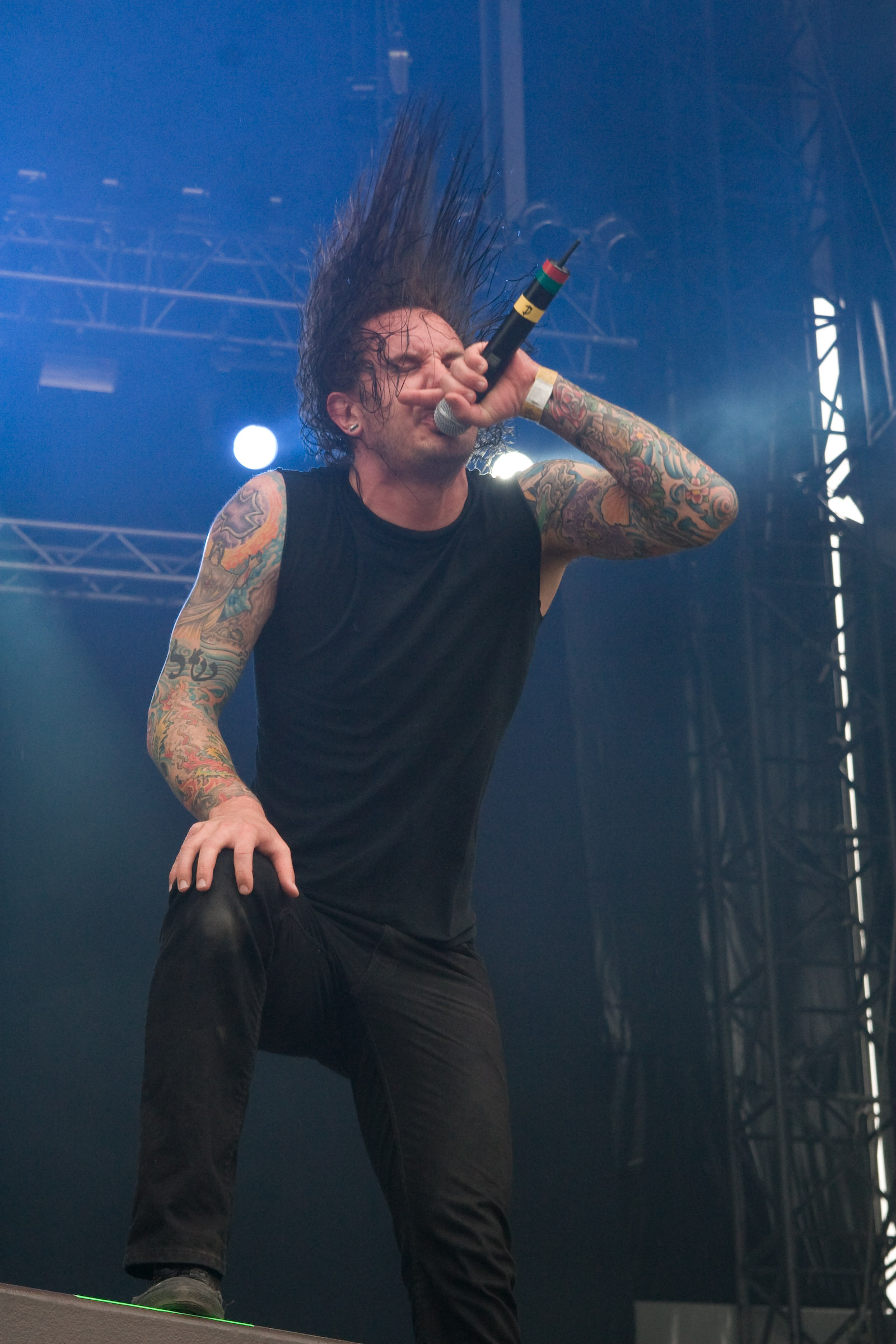
Tim Lambesis
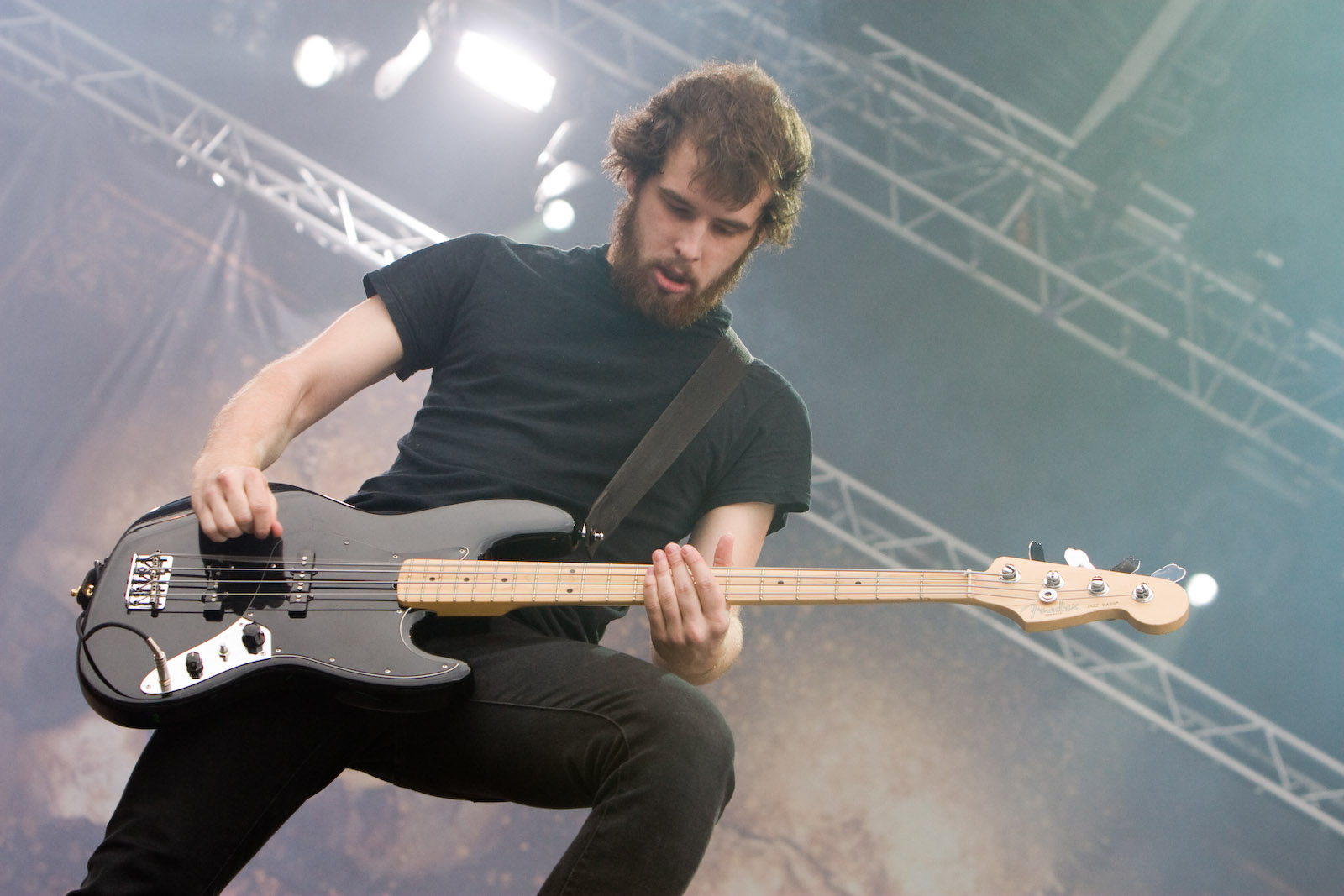
Josh Gilbert
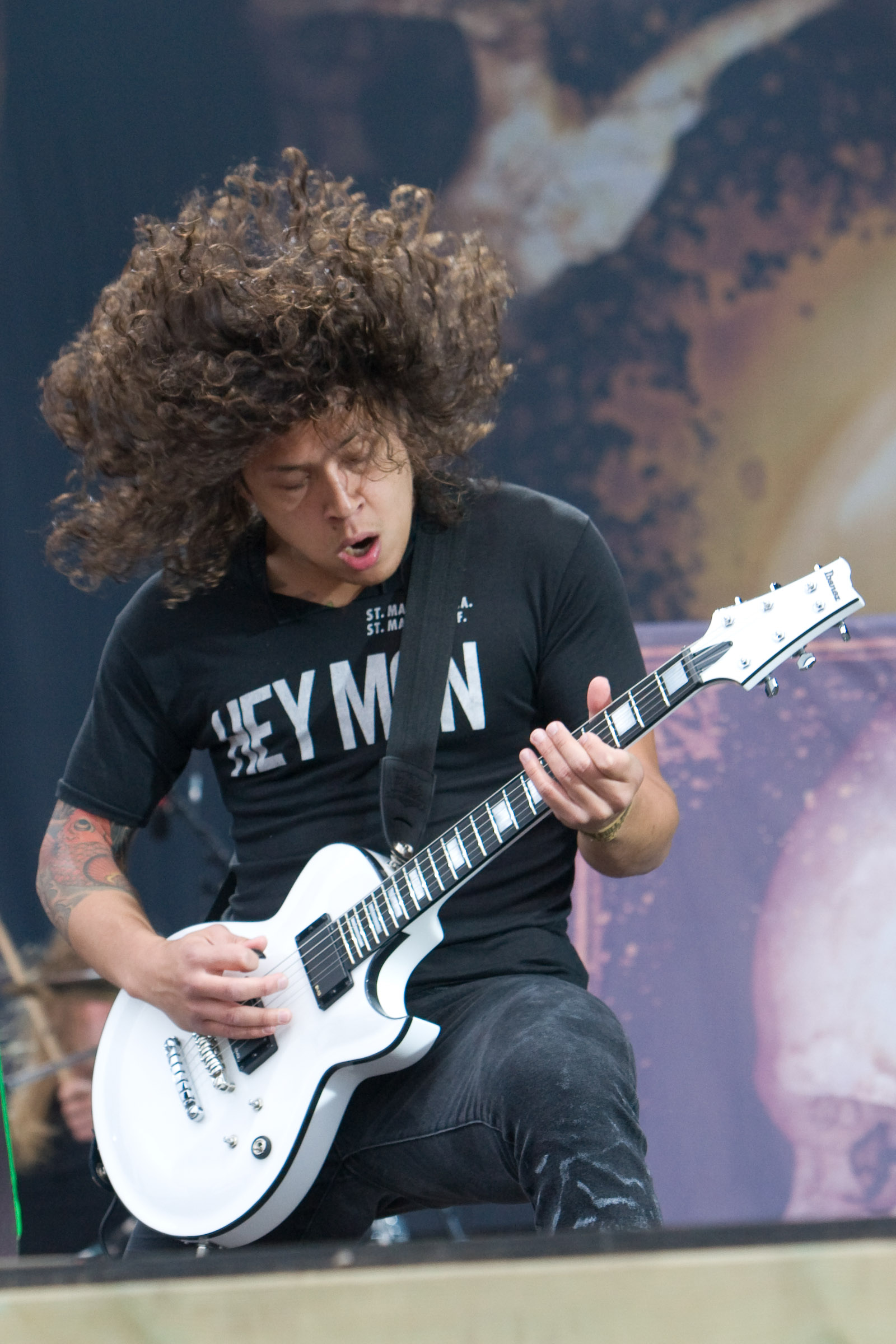
Nick Hipa
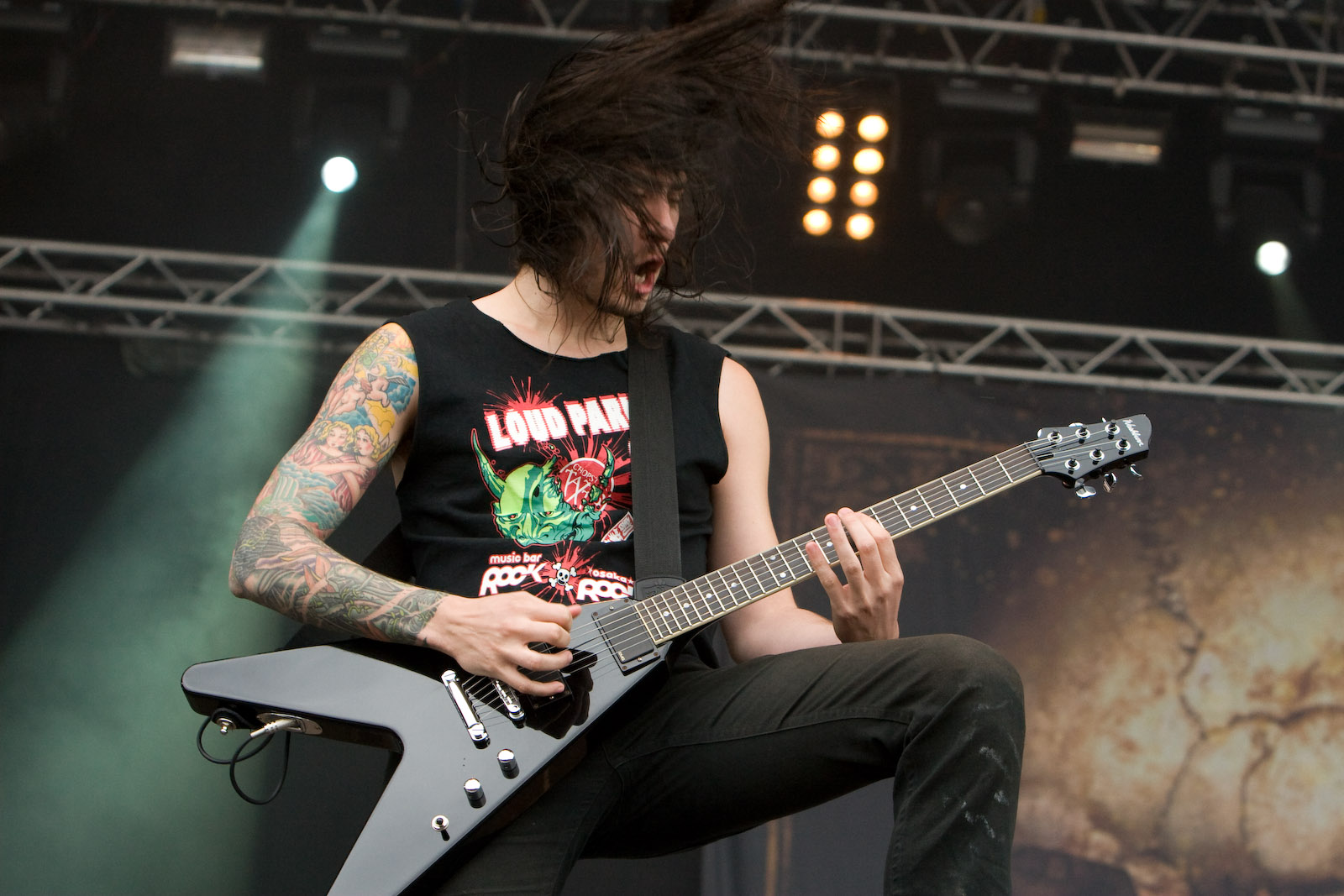
Phil Sgrosso
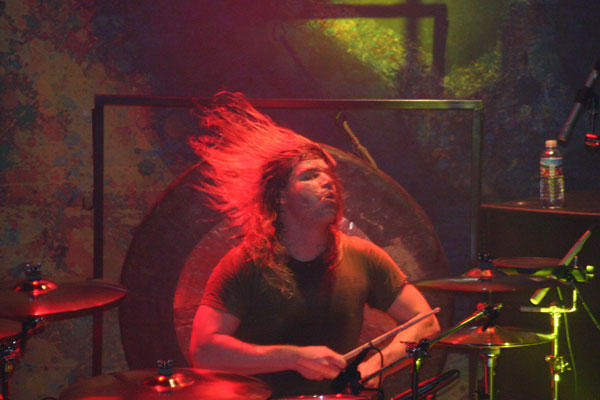
Jordan Mancino

## Diskografi
Studioalbum
- 2001 – Beneath the Encasing of Ashes
- 2003 – Frail Words Collapse
- 2005 – Shadows Are Security
- 2007 – An Ocean Between Us
- 2010 – The Powerless Rise
- 2012 – Awakened
- 2019 – Shaped by Fire
- 2024 – Through Storms Ahead

EP
- 2011 – Decas

Singlar
- 2003 – "94 Hours"
- 2003 – "Forever"
- 2005 – "Confined"
- 2005 – "Through Struggle"
- 2006 – "The Darkest Nights"
- 2006 – "The Darkest Nights Remix" (Promo)
- 2007 – "Within Destruction" (Promo)
- 2007 – "Nothing Left"
- 2008 – "The Sound of Truth"
- 2012 – "Cauterize"
- 2018 – "My Own Grave"
- 2019 – "Redefined"

Samlingsalbum
- 2006 – A Long March: The First Recordings

Annat
- 2002 – As I Lay Dying / American Tragedy (delad album med American Tragedy)
- 2009 – This Is Who We Are (videoalbum)